# Abutilon flanaganii
Abutilon flanaganii là một loài thực vật có hoa trong họ Cẩm quỳ. Loài này được A.Meeuse mô tả khoa học đầu tiên năm 1961.